# زبان شینا
زبان شینا(ݜِݨیاٗ) زبانی از شاخهٔ زبان‌های داردی است که در منطقهٔ بلتستان پاکستان کوهستان نیز جامو و کشمیر هند نیز در افغانستان استان کنر، گویشورانی دارد. گویشوران گویش‌های چندگانهٔ این زبان را تقریباً دو میلیون تن برآورد کرده‌اند. برخی شینا زبانان در شهرهای بزرگ پاکستان از قبیل کراچی، حیدرآباد، ایبت‌آباد، لاهور، راولپندی و اسلام‌آباد جاگیرشده‌اند.

## مقایسه روزهای هفته در سانسکریت و شینا
| فارسی    | شینا      | سانسکریت       |
| -------- | --------- | -------------- |
| یکشنبه   | Adit      | Aditya var     |
| دوشنبه   | Tsunduro  | Som var        |
| سه‌شنبه   | Ungaroo   | Mangal var     |
| چهارشنبه | Bodo      | Budh var       |
| پنجشنبه  | Bressput  | Brihaspati var |
| جمعه     | Shooker   | Shukra var     |
| شنبه     | Shimshere | Sanisch var    |

## الفبای زبان شینا
حروف مخصوصِ زبان شینا که در زبان اردو نیستند هفت می باشد.
- ݜ برای / ʂ / /ݜَه/ شش
- ڙ برای / ʐ / /ڙاٰ/ برادر
- څ برای /ts/ /څک دےٚ/ صبر کن
- ڇ برای /ʈʂ/ /ڇکےٚ/ ببین
- ݨ برای / ɳ / /هݨےٗ/ تخم مرغ
- ڱ برای /ŋ/ /کهڱَر/ تلوار
- ن٘ برای /◌̃/ /آن٘ݜۆ/ اشک